# Enrique Rodríguez (rugby à XV)
Pour les articles homonymes, voir Enrique Rodríguez et Rodríguez.
Pas d'image ? Cliquez ici

a Compétitions nationales et continentales officielles uniquement.

b Matchs officiels uniquement.
Dernière mise à jour le 14 décembre 2011.
 Enrique (Topo) Rodríguez, né le 20 juin 1952 en Argentine, est un joueur de rugby à XV qui a joué avec l'équipe d'Australie et l'équipe d'Argentine au poste de pilier.

## Carrière
Il a effectué son premier test match avec l'équipe d'Argentine contre l'Australie le 27 octobre 1979 et le dernier contre cette même équipe d'Australie, le 7 août 1983.
Après une tournée effectuée en Australie en 1983, il décide de s’installer dans ce pays l’année suivante.
Rodriguez a effectué son premier test match avec l'équipe d'Australie contre l'équipe des Fidji, le 9 juin 1984, et le dernier contre l'équipe d'Argentine, le 7 novembre 1987.
Il a  aussi effectué un test match avec Tahiti en 1981 contre l'équipe de France.
Avec l'Australie, il a disputé cinq matchs de la coupe du monde de 1987, dont quatre comme titulaire.

## Palmarès
- Nombre de matchs avec l'Argentine : 11
- Nombre de matchs avec l'Australie : 26